# Paraguay na letních olympijských hrách
Paraguay na letních olympijských hrách startuje od roku 1968. Toto je přehled účastí, medailového zisku a vlajkonošů na dané sportovní události.

## Účast na Letních olympijských hrách
| Dějiště LOH            | LOH      | Vlajkonoš                        | Zlatá medaile | Stříbrná medaile | Bronzová medaile | Celkem |
| ---------------------- | -------- | -------------------------------- | ------------- | ---------------- | ---------------- | ------ |
| 1968 Ciudad de México  | LOH 1968 | nikdo                            |               |                  |                  | 0      |
| 1972 Mnichov           | LOH 1972 | Arnulfo Ruben Becker             |               |                  |                  | 0      |
| 1976 Montréal          | LOH 1976 | Julio Abreu                      |               |                  |                  | 0      |
| 1980 Moskva            | 1980     |                                  |               |                  |                  | Ne     |
| 1984 Los Angeles       | LOH 1984 | Max Narvaez                      |               |                  |                  | 0      |
| 1988 Soul              | LOH 1988 | Ramón Jiménez-Gaona              |               |                  |                  | 0      |
| 1992 Barcelona         | LOH 1992 | Ramón Jiménez-Gaona              |               |                  |                  | 0      |
| 1996 Atlanta           | LOH 1996 | Ramón Jiménez-Gaona              |               |                  |                  | 0      |
| 2000 Sydney            | LOH 2000 | Nery Kennedy                     |               |                  |                  | 0      |
| 2004 Athény            | LOH 2004 | Rocio Rivarola                   |               | 1                |                  | 1      |
| 2008 Peking            | LOH 2008 | Víctor Fatecha                   |               |                  |                  | 0      |
| 2012 Londýn            | LOH 2012 | Ben Hockin                       |               |                  |                  | 0      |
| 2016 Rio de Janeiro    | LOH 2016 | Julieta Granada                  |               |                  |                  | 0      |
| 2020 Tokio             | LOH 2020 | Verónica Cepede Fabrizio Zanotti |               |                  |                  | 0      |
| 2024 Paříž             | LOH 2024 |                                  |               |                  |                  | x      |
| Celkem                 | 13       |                                  | 0             | 1                | 0                | 1      |
| Zdroj na Olympedia.org |          |                                  |               |                  |                  |        |